# North Somerset
North Somerset is een unitary authority en een district in de Engelse regio South West England en telt 214.000 inwoners. De oppervlakte bedraagt 374 km².
Het gebied grenst aan de niet-stedelijke graafschappen Bristol, Bath and North East Somerset en Somerset; bij dit laatste hoort het nog voor ceremoniële aangelegenheden.

## Demografie
Van de bevolking is 19,3 % ouder dan 65 jaar. De werkloosheid bedraagt 2,1 % van de beroepsbevolking (cijfers volkstelling 2001).
Het aantal inwoners steeg van ongeveer 179.200 in 1991 naar 188.564 in 2001.

## Civil parishesin district North Somerset
Abbots Leigh, Backwell, Banwell, Barrow Gurney, Blagdon, Bleadon, Brockley, Burrington, Butcombe, Churchill, Clapton-in-Gordano, Cleeve, Clevedon, Congresbury, Dundry, Flax Bourton, Hutton, Kenn, Kewstoke, Kingston Seymour, Locking, Long Ashton, Loxton, Nailsea, Pill and Easton-in-Gordano, Portbury, Portishead, Puxton, St. Georges, Tickenham, Walton-in-Gordano, Weston-in-Gordano, Weston-super-Mare, Wick St. Lawrence, Winford, Winscombe and Sandford, Wraxall and Failand, Wrington, Yatton.
Bath and North East Somerset* · Bedfordshire · Berkshire · Blackburn & Darwen* · Blackpool* · Bournemouth* · Brighton & Hove* · Bristol* · Buckinghamshire · Cambridgeshire · Cheshire · Cornwall · Cumbria · Darlington* · Derby* · Derbyshire · Devon · Dorset · Durham · East Riding of Yorkshire* · East Sussex · Essex · Gloucestershire · Greater London · Greater Manchester · Halton* · Hampshire · Hartlepool* · Herefordshire* · Hertfordshire · Hull* · Isle of Wight* · Kent · Lancashire · Leicester* · Leicestershire · Lincolnshire · Luton* · Medway* · Merseyside · Middlesbrough* · Milton Keynes* · Norfolk · Northamptonshire · Northumberland · North East Lincolnshire* · North Lincolnshire * · North Somerset* · North Yorkshire · Nottingham* · Nottinghamshire · Oxfordshire · Peterborough* · Plymouth* · Poole* · Portsmouth* · Redcar & Cleveland* · Rutland* · Shropshire · Somerset · Southend-on-Sea* · Southampton* · South Gloucestershire* · South Yorkshire · Staffordshire · Stockton-on-Tees* · Stoke-on-Trent* · Suffolk · Surrey · Swindon* · Telford & Wrekin* · Thurrock* · Torbay* · Tyne & Wear · Warrington* · Warwickshire · West Midlands · West Sussex · West Yorkshire · Wiltshire · Worcestershire · York* 
Overig: Ceremoniële graafschappen · Traditionele graafschappen